# Hvide Sande
Hvide Sande est une ville de pêche située à l'ouest du Danemark, dans la région du Jutland central, dans l'amt de Ringkjøbing.
La ville se développe autour de son écluse construite en 1931 qui sépare la Mer du Nord du fjord de Ringkøbing.
Hvide Sande possède aujourd'hui l'un des ports les plus importants du pays, ce port concentre plus de 200 bateaux étrangers et permet à la ville d'être l'une des plus importantes du Danemark en matière de commerce de produits maritimes : à Hvide Sande a lieu chaque jour une vente aux enchères de produits de pêche.

Hvide Sande 2012.